# Siruela
Siruela est une commune d’Espagne, dans la province de Badajoz, communauté autonome d'Estrémadure.

## Histoire
En 1236, Ferdinand III de Castille donne les châteaux de Capilla, Almorchón (es) et Garlitos aux Templiers puis dans les quelques années qui suivent, celui de Siruela. Toutes ces possessions forment alors la baillie templière de Capilla.

## Sources
- (es) Francisco J. Durán Castellano, « Los Templarios en la Baja Extremadura », Revista de estudios extremeños, vol. 56,‎ 2000, p. 99-146 (lire en ligne)
- (es) Gonzalo Martínez Díez, Los Templarios en la Corona de Castilla, La Olmeda, 1993, 320 p. (présentation en ligne)